# Velimir Ivić
Velimir Ivić (Belgrado, 27 agosto 2002) è uno scacchista serbo, grande maestro.
È stato il più giovane grande maestro serbo della storia, ottenendo il titolo all'età di 17 anni e 4 giorni nel settembre 2019. Il record è stato poi battuto il 29 novembre 2020 da Luka Budisavljević con 16 anni, 10 mesi e 7 giorni. È stato due volte campione serbo nel (2021 e 2022). Al marzo 2022 è il secondo giocatore serbo per il rating FIDE con 2620 punti Elo, dietro a Robert Markuš con 2627 punti.

## Carriera
Nel campionato europeo giovanile a squadre del 2017 a Rymanów-Zdrój ottiene 6 punti su 7 partite, vincendo la medaglia d'oro individuale in quarta scacchiera.
Nella Coppa del Mondo di Soči, partendo dal 110º posto per il rating Elo, elimina Robert Hungaski (1½-½) al primo turno, Francisco Vallejo Pons (1½-½) nel secondo, Matthias Bluebaum (1½-½) nel terzo, Dmitrij Andreikin (3-1) nel quarto, arrivando tra i migliori sedici del torneo. Nel quinto turno (ottavi di finale) viene eliminato dal grande maestro russo Vladimir Fedoseev per 1-3.
Vince il campionato serbo di Ćuštica nel dicembre del 2021 con il punteggio di 6,5 punti su 9. Bissa il successo nel 2022 a Bajina Bašta, dove vincerà il campionato con 7,5 punti su 9.